# Distrikt Yauca del Rosario
Der Distrikt Yauca del Rosario liegt in der Provinz Ica in der Region Ica im Südwesten von Peru. Der Distrikt wurde am 25. Juni 1855 gegründet. Er besitzt eine Fläche von 1263 km². Beim Zensus 2017 wurden 1202 Einwohner gezählt. Im Jahr 1993 lag die Einwohnerzahl bei 1331, im Jahr 2007 bei 1117. Die Distriktverwaltung befindet sich in der 825 m hoch gelegenen Ortschaft Pampahuasi. Pampahuasi liegt 27 km östlich der Regions- und Provinzhauptstadt Ica.
Knapp 20 km ostsüdöstlich von Ica befindet sich im Distrikt die 1947–1951 erbaute Kirche Iglesia de la Virgen del Rosario de Yauca (⊙).

## Geographische Lage
Der Distrikt Yauca del Rosario liegt im nördlichen Osten der Provinz Ica. Er erstreckt sich über die Ausläufer der peruanischen Westkordillere sowie über die westlich vorgelagerte wüstenhafte Ebene.
Der Distrikt Yauca del Rosario grenzt im Süden an den Distrikt Santiago, im Westen an die Distrikte Pachacutec, Pueblo Nuevo, Los Aquijes und La Tinguiña, im Nordwesten an den Distrikt San José de los Molinos, im Nordosten an die Distrikte Santiago de Chocorvos, San Isidro und  Córdova (alle drei in der Provinz Huaytará) sowie im Osten an den Distrikt Tibillo (Provinz Palpa).